# Rodolfo "Rolo" Zapata
Rodolfo Zapata es un exfutbolista y entrenador argentino. Su apodo es Rolo debido a que es hijo del cantante y actor del mismo nombre, Rodolfo Zapata (1932-2019).
Es hermano mayor del actor Guillermo Zapata.
Actualmente se encuentra sin club tras su último paso por el Montego Bay United FC de la primera división del futbol de Jamaica. 

## Trayectoria
Rodolfo Zapata comenzó su carrera como futbolista en las divisiones inferiores del Club Atlético Huracán. Luego jugó en varios equipos de la Primera B Nacional como Sportivo Italiano y Cipolletti de Río Negro, entre otros.
Debido a consecutivas lesiones en sus rodillas, Zapata se retiró de la actividad deportiva para comenzar su carrera como entrenador.
En 1999 se recibió como director técnico en la Asociación del Fútbol Argentino.
Su primer experiencia fue en Canadá, trabajando como entrenador de la Alberta Soccer Association en el año 2000. Poco después se mudó a la ciudad de Nueva York para dirigir el equipo juvenil del Colegio de las Naciones Unidas (ONU).
También fue director técnico del USA Olympic Development Program hasta 1999. Este programa identifica y desarrolla a los mejores jugadores juveniles que representan a los Estados Unidos en competiciones internacionales, como la Copa del Mundo y los Juegos Olímpicos. Su experiencia ayudó al reclutamiento de los mejores juveniles de ese país. Muchos de ellos han llegado luego a representar a los distintos seleccionados de este país.
En enero de 2010 aceptó la propuesta de dirigir en Nigeria al Sunshine Stars FC, quienes tras lograr un meritorio segundo lugar en la Liga Premier Nigeriana clasificaron a la Copa de Confederaciones Africana.
En la mitad de la temporada 2011-2012, Rodolfo fue nombrado director técnico del MP Black Aces FC, de Sudáfrica, para ayudarlos a evitar el descenso.
En septiembre de 2012, regresó a los Estados Unidos para entrenar a la United States Youth Soccer Association y a la New Jersey Youth Soccer Association.
En la temporada 2016/2017, Rodolfo Zapata vuelve al continente africano, en este caso para dirigir al Gaborone United de la Liga Premier de Botsuana.
En 2018, AFC Leopards de Kenia anunció a Rodolfo Zapata como su nuevo Director Técnico hasta el final de la temporada. Con grandes problemas de política interna, el club llegó al segundo lugar en las posiciones de la Kenyan Premier League.
Luego volvió a Botsuana, en este caso para dirigir al Township Rollers FC. Rodolfo Zapata salió campeón de la edición 2018/2019 de la Botsuana Premier League con su club. Como resultado de esto, Township Rollers FC se clasificó para la Champions League Africana 2019/2020.
Con un estilo de juego ofensivo y basado en la posesión, Zapata utilizó consistentemente una formación 4-1-4-1. Con este sistema obtuvo muy buenos resultados, pero también ha habido ocasiones en las que ha utilizado tanto un 4-3-2-1 como un 4-3-3.  Ambas tácticas representan cambios sutiles de la original 4-1-4-1.
En el 2020, durante la pandemia de COVID-19, recibió la propuesta de dirigir la selección de fútbol de Nicaragua.
Pero decidió esperar un mejor momento para volver a trabajar, y en marzo de 2021 regresa a África para dirigir al Mukura Victory Sports de la Liga Premier de Ruanda.
En 2022 firmó contrato con la Selección Nacional de Fiyi con quien clasificó para jugar el Mundial Sub 20 a jugarse en Indonesia 2023.
En julio de 2024, se convierte en el director técnico del Montego Bay United FC de la primera división de Jamaica. En febrero de 2025, el club Jamaiquino anuncia su salida del club de manera sorpresiva, pese a los buenos resultados que venía teniendo el equipo en la presente temporada.

## Clubes

### Como entrenador
| Club                       | País      | Año         |
| -------------------------- | --------- | ----------- |
| Sunshine Stars             | Nigeria   | 2010        |
| Mpumalanga Black Aces      | Sudáfrica | 2011 - 2012 |
| Gaborone United            | Botsuana  | 2016 - 2018 |
| AFC Leopards               | Kenia     | 2018        |
| Township Rollers           | Botsuana  | 2019        |
| Mukura Victory Sports      | Ruanda    | 2021        |
| Selección Nacional de Fiyi | Fiyi      | 2022 - 2023 |
| Montego Bay United FC      | Jamaica   | 2024 - 2025 |

### Formador de juveniles
| Club                         | País           | Año         |
| ---------------------------- | -------------- | ----------- |
| Alberta Soccer Association   | Canadá         | 2000        |
| Olympic Development Program  | Estados Unidos | 2001 - 2009 |
| USA Youth Soccer Association | Estados Unidos | 2012 - 2015 |

### En español
- Rodolfo Zapata, el argentino trotamundos que se transformó en una eminencia del fútbol africano
- Zapata, el Argentino que triunfa en Botswana
- El DT argentino que viajó más de 48 horas para salvar a un equipo del descenso en el fútbol de Ruanda
- El DT argentino Rodolfo Zapata hace historia en África

### En inglés
- Rodolfo Zapata, top candidate to coach Botswana National Team
- Botswana National Team eyes Township Rollers head coach Rodolfo Zapata
- Nigeria National Team: Argentine Coach is a new NFF candidate
- Argentinian Coach Linked With Polokwane
- Coach Rodolfo Zapata Exits Botswana Giants with respect* All you need to know about Rodolfo Zapata in 90 seconds
- Zapata Proud of AFC Leopards Cup Success
- Zapata confirmed as AFC Leopards coach
- Leopards turn to Argentinian magic, appoint Zapata as new head coach
- Rodolfo Zapata: I Expected More From USA, African Teams
- We make football look easy
- I will never tolerate unwillingness or even the apathy of only one player
- Township Rollers were crowned this season’s Botswana Premier League

### En portugués
- Na Nigéria, técnico argentino da dicas a Maradona

### En indonesio
- Usai Dicukur Timnas U-20 Indonesia, Pelatih Fiji Tetap Yakin Anak Asuhnya Bakal Bangkit di Piala Dunia U-20 2023

- Datos: Q7357209
- Multimedia: Rodolfo Zapata / Q7357209